# Parafia św. Jana Chrzciciela w Brzykowie
Parafia św. Jana Chrzciciela w Brzykowie – parafia rzymskokatolicka, znajdująca się w archidiecezji łódzkiej, w dekanacie widawskim. 
Według stanu na miesiąc luty 2017 liczba wiernych w parafii wynosiła 2050 osób.

## Proboszczowie
- ks. Piotr Filipkiewicz (1921–1923)[2]
- ks. Jan Osmalak (1923–1924)[2]
- ks. Stefan Milewski (1924–1926)[2]
- ks. Zygmunt Wronowski (1926)[2]
- ks. Józef Dziuda (1926–1932)[2]
- ks. Czesław Patrycy (1932–1934)[2]
- ks. Jan Fijałkowski (1934–1941)[2]
- ks. Franciszek Solarczyk (1945–1959)[2]
- ks. Jan Głowacki (1959–1971)[2]
- ks. Antoni Supady (1971–1978)[2]
- ks. Jan Śmiałkowski (1978–2001)[2]
- ks. Józef Grabarczyk (2001–2003)[2]
- ks. Bogdan Jeleń (2003–2011)[2]
- ks. Piotr Siech (2011–2022)[2]
- ks. Jacek Gładysz (2022-?)[3]